# 다비트 무술베스
다비트 무술베스(슬로바키아어: David Musuľbes, 러시아어: Дави́д Влади́мирович Мусульбес 다비트 블라디미로비치 무술베스[*], 1972년 5월 28일~)는 러시아 태생의 슬로바키아의 레슬링 선수이다.

## 생애
그는 러시아의 소련 시절에 북오세티야에서 태어났으며, 10세때 레슬링에 입문했다. 
2007년에 슬로바키아로 귀화했으며 2008년 베이징에서 열린 2008년 하계 올림픽에서 남자 자유형 슈퍼헤비급 동메달을 획득했다. 베이징 올림픽 이후 현역에서 은퇴했으며 현재는 모스크바에서 살고있다.
2017년 4월 베이징 올림픽 금메달리스트인 아르투르 타이마조프의 도핑이 적발되면서 그의 동메달이 은메달로 승격되었다.